# Горний Лєсков
Горний Лєсков (словац. Horný Lieskov) — село, громада округу Поважська Бистриця, Тренчинський край. Кадастрова площа громади — 4.9 км².
Населення 453 особи (станом на 31 грудня 2021 року).

## Історія
Горний Лєсков згадується 1241 року.

## Населення
| Рік:            | 1994. | 2004.   | 2014.   | 2024.    |
| --------------- | ----- | ------- | ------- | -------- |
| Кількість осіб: | 371   | 373     | 378     | 502      |
| Різниця:        |       | +0,53 % | +1,34 % | +32,80 % |

| Рік:            | 2023. | 2024.   |
| --------------- | ----- | ------- |
| Кількість осіб: | 487   | 502     |
| Різниця:        |       | +3,08 % |